# Fédération Internationale du Sport Automobile
De Fédération Internationale du Sport Automobile (FISA) was de bestuursorganisatie voor autorace-evenementen, met name de Formule 1. De oorsprong van de organisatie dateert uit 1922, toen de Fédération Internationale de l'Automobile (FIA) de organisatie van autoraces delegeerde aan de Commission Sportive Internationale (CSI). In 1978 nam Jean-Marie Balestre de teugels over en werd de organisatie omgedoopt tot FISA. Een herstructurering van de FIA in 1993 leidde tot het verdwijnen van de FISA, waardoor de autosport onder het directe beheer van de FIA kwam.

## Voorzitters
| President                                     | Termijn   | Nationaliteit       |
| --------------------------------------------- | --------- | ------------------- |
| Commission Sportive Internationale            |           |                     |
| Rene de Knyff                                 | 1922–1946 | Frankrijk           |
| Augustin Perouse                              | 1946–1961 | Frankrijk           |
| Maurice Baumgartner                           | 1961–1970 | Zwitserland         |
| Paul Alfons von Metternich-Winneburg          | 1970–1976 | Duitsland           |
| Pierre Ugeux                                  | 1976–1978 | België              |
| Fédération Internationale du Sport Automobile |           |                     |
| Jean-Marie Balestre                           | 1978–1991 | Frankrijk           |
| Max Mosley                                    | 1991–1993 | Verenigd Koninkrijk |